# Saksauł biały
Saksauł biały (Haloxylon persicum Bunge) – gatunek roślin z rodziny szarłatowatych (Amaranthaceae). Występuje w Azji na niektórych obszarach o klimacie tropikalnym (Półwysep Arabski, Afganistan, Iran, Irak, Izrael, Jordania), oraz w Egipcie w Afryce. Jest uprawiany w Kazachstanie, Turkiestanie i Uzbekistanie.

## Morfologia
Duży krzew lub małe drzewo (maksymalnie do 4 m wysokości). Pień i główne gałęzie grube, pokręcone, kora jasnoszara, chropowata. Drewno jest ciężkie. Liście zredukowane, bardzo drobne, ich funkcję fotosyntezy przejmują zielone i zwisające pędy. Kwiaty drobne, żółte

## Biologia i ekologia
Sklerofit przystosowany do klimatu tropikalnego i bardzo suchego. Rośnie na pustyniach i półpustyniach, głównie na podłożu piaszczystym lub kamienistym. Zasiedla zarówno trwałe, jak i wędrowne piaski, suche kaniony rzek, zbocza gór. Jest odporny na zasolenie, rośnie w depresjach solankowych. Jest dostosowany także do gleby jałowej, ubogiej w związki azotowe. Posiada bardzo silnie rozbudowany system korzeniowy (zarówno w głąb, jak i wszerz). Gąbczasta kora gromadzi pewne ilości wody. Zredukowane liście zmniejszają transpirację, ich funkcję przejmują zielone pędy. Zakwita późnym latem, nasiona dojrzewają zimą. Mają krótką żywotność: zdolność kiełkowania zachowują nie więcej, niż przez rok.

## Znaczenie
- Drewno saksaułów jest używane przez Arabów na opał[6].
- Pędy stanowią pożywienie dla dziko żyjących zwierząt pustynnych, są też wykorzystywane jako pasza dla zwierząt hodowlanych[7].
- Gąbczasta, nasiąknięta wodą kora stanowi źródło wody dla koczowniczych ludów żyjących na pustyniach Azji Środkowej[7].
- Drewno zawiera zielony barwnik, który w Turkiestanie jest wykorzystywany do barwienia dywanów[7].
- W Chinach jest używany do obsadzania wydm i piaszczystych terenów, co hamuje ich erozję[7].
- Jest żywicielem niektórych gatunków roślin z rodzaju Cistanche, pasożytujących na jego korzeniach[7].
- Niektórzy badacze roślin biblijnych na podstawie analizy językowej słów hebrajskich i arabskich uważają, że wymienione w Księdze Rodzaju (4,23) imię Ady, żony Lameka to nazwa rośliny Haloxylon persicum[6].
- Saksauły są jedynymi roślinami, które mogą żyć we wszystkich miejscach pustyni Gobi[7].

## Zagrożenia
W ciągu ostatnich kilkudziesięciu lat dramatycznie skurczył się zarówno zasięg występowania saksaułów, jak i szybkość ich wzrostu. Są tego dwie przyczyny. Pierwszą jest duża ich eksploatacja przez ludzi. Wzrastająca populacja ludzka zużywa coraz więcej jego drewna na opał. Drugą przyczyną jest ocieplenie klimatu, którego skutkiem na pustyniach jest wciąż wzrastająca susza, przekraczająca możliwości tolerancyjne nawet tak wytrzymałych na nią roślin, jak saksauły. Spadająca liczba saksaułów z kolei zwiększa na pustyniach intensywność burz piaskowych i zasypywanie nowych terenów przez piaski.